# Lissaclita melaniae
Lissaclita melaniae is een zeepokkensoort uit de familie van de Tetraclitidae. De wetenschappelijke naam van de soort is voor het eerst geldig gepubliceerd in 2006 door Gomez-Daglio & Van Syoc.